# Lądowisko Garwolin
Lądowisko Garwolin – lądowisko sanitarne w Garwolinie, w województwie mazowieckim, położone przy ul. Lubelskiej 50. Przeznaczone jest do wykonywania startów i lądowań śmigłowców sanitarnych i ratowniczych w dzień i w nocy o dopuszczalnej masie startowej do 5700 kg. 
Oficjalne otwarcie lądowiska odbyło się 12 czerwca 2010. W uroczystość otwarcia uczestniczyli, m.in. parlamentarzyści: Stanisława Prządka i Krzysztof Borkowski.
Zarządzającym lądowiskiem jest Samodzielny Publiczny Zakład Opieki Zdrowotnej w Garwolinie. W roku 2010 zostało wpisane do ewidencji lądowisk Urzędu Lotnictwa Cywilnego pod numerem 55